# جايسون داو
جايسون داو (بالإنجليزية: Jason Dawe)‏ هو صحفي ومقدم تلفزيوني وكاتب العمود بريطاني، ولد في 4 مايو 1967 في كورنوال في المملكة المتحدة.

## وصلات خارجية
- الموقع الرسمي
- جايسون ضاوي على موقع IMDb (الإنجليزية)
- جايسون ضاوي على موقع قاعدة بيانات الفيلم (الإنجليزية)